# Andy Furtado
Andy Furtado Dixon (Ciudad de Panamá, 30 de octubre de 1980) es un exfutbolista costarricense. Actualmente está retirado.
El pasado pasado 31 de agosto de 2021, el exfutbolista fue noticia en los medio Costarricenses ya que fue detenido por la Policía Judicial de Costa Rica, por formar parte de una banda que al aparecer en marzo de este 2021, lograron introducir a la terminal de APM Terminals en Limón unos 3.466 kilogramos de clorhidrato de cocaína en un contenedor que llevaba pulpa de banano e iba a ser exportado hacia Donegal, rumbo a dicho país de Europa, siendo liberado días después por la policía con medidas cautelares mientras continúa el proceso judicial.

## Trayectoria
Andy Furtado participó en la Liga de Campeones de la CONCACAF 2008-09, también conocida como la "ConcaChampions", con el Club Deportivo Marathón de Honduras, y también participó con Costa Rica en la Copa de Naciones de la UNCAF 2009, celebrada en Tegucigalpa, Honduras, donde marcó dos goles en la victoria de Costa Rica sobre Panamá a los minutos 6' y 15' y donde ganaron los costarricenses por 3-0.
Además ganó un subcampeonato con el C.S.Herediano el torneo de Verano 2009 a donde marcó 5 goles. En junio de 2009 se le impone un castigo de 2 años por pruebas positivas en un dopaje.

### Partidos
Ha disputado un total de 9 partidos con la selección costarricense, de los cuales ha ganado seis y perdió tres. Fue titular en ocho partidos mientras que entró de cambio en uno. Logró marcar cinco goles, dos de ellos en la eliminatoria rumbo al Mundial de Sudáfrica 2010 y otros tres en la Copa Uncaf 2009.
| Partidos | Partidos          | Partidos  | Partidos              | Partidos                 | Partidos        | Partidos  | Partidos                 | Partidos       | Partidos |
| N°       | Rival             | Resultado | Fecha                 | Lugar                    | Competencia     | Goles     | Cambio                   | DT             |          |
| -------- | ----------------- | --------- | --------------------- | ------------------------ | --------------- | --------- | ------------------------ | -------------- | -------- |
| 1        | Trinidad y Tobago | 4:0 (2:0) | 4 de febrero de 2007  | Alajuela Costa Rica      | Amistoso        | -         | 78' por Rolando Fonseca  | Hernán Medford |          |
| 2        | Panamá            | 1:0 (0:0) | 13 de febrero de 2007 | San Salvador El Salvador | Copa Uncaf 2007 | -         | -                        | Hernán Medford |          |
| 3        | Panamá            | 3:0 (2:0) | 23 de enero de 2009   | Tegucigalpa Honduras     | Copa Uncaf 2009 | 8' · 15'  | -                        | Rodrigo Kenton |          |
| 4        | Guatemala         | 1:3 (0:1) | 25 de enero de 2009   | Tegucigalpa Honduras     | Copa Uncaf 2009 | -         | 65' por Víctor Núñez     | Rodrigo Kenton |          |
| 5        | El Salvador       | 3:0 (1:0) | 30 de enero de 2009   | Tegucigalpa Honduras     | Copa Uncaf 2009 | 18'       | -                        | Rodrigo Kenton |          |
| 6        | Panamá            | 3:5 (P)   | 1 de febrero de 2009  | Tegucigalpa Honduras     | Copa Uncaf 2009 | -         | -                        | Rodrigo Kenton |          |
| 7        | Honduras          | 2:0 (2:0) | 12 de febrero de 2009 | Tibás Costa Rica         | Eliminatoria    | 48' · 59' | -                        | Rodrigo Kenton |          |
| 8        | México            | 2:0 (1:0) | 29 de marzo de 2009   | México, D. F. México     | Eliminatoria    | -         | -                        | Rodrigo Kenton |          |
| 9        | El Salvador       | 1:0 (0:0) | 2 de abril de 2009    | Tibás Costa Rica         | Eliminatoria    | -         | 62' por Carlos Hernández | Rodrigo Kenton |          |

### Goles con selección nacional
| Gol | Fecha                 | Sede                                           | Oponente    | Marcador | Resultado | Competencia       |
| --- | --------------------- | ---------------------------------------------- | ----------- | -------- | --------- | ----------------- |
| 1.  | 23 de enero de 2009   | Estadio Nacional, Tegucigalpa, Honduras        | Panamá      | 0 - 1    | 0 - 1     | Copa Uncaf 2009   |
| 2.  | 23 de enero de 2009   | Estadio Nacional, Tegucigalpa, Honduras        | Panamá      | 0 – 2    | 0 - 1     | Copa Uncaf 2009   |
| 3.  | 30 de enero de 2009   | Estadio Nacional, Tegucigalpa, Honduras        | El Salvador | 0 - 1    | 0 – 1     | Copa Uncaf 2009   |
| 4.  | 12 de febrero de 2009 | Estadio Ricardo Saprissa, San José, Costa Rica | Honduras    | 1 - 0    | 2 - 0     | Eliminatoria 2010 |
| 5.  | 12 de febrero de 2009 | Estadio Ricardo Saprissa, San José, Costa Rica | Honduras    | 2 – 0    | 2 - 0     | Eliminatoria 2010 |

## Clubes
| Club                    | País        | Año        |
| ----------------------- | ----------- | ---------- |
| Santos de Guápiles .    | Costa Rica  | 2000-2004  |
| Fusión Tibás            | Costa Rica  | 2004-2005  |
| San Carlos              | Costa Rica  | 2005-2008  |
| Club Deportivo Marathón | Honduras    | 2008-2009  |
| Herediano (Préstamo)    | Costa Rica  | 2009       |
| Club Deportivo Marathón | Honduras    | 2009       |
| Shanghái Shenhua        | China       | 2010       |
| Club Comunicaciones     | Guatemala   | 2011       |
| Limón Fútbol Club       | Costa Rica  | 2012       |
| Belén F. C.             | Costa Rica  | 2012 -2013 |
| San Carlos              | Costa Rica  | 2013-2014  |
| Municipal Liberia       | Costa Rica  | 2013-2015  |
| Juventud Independiente  | El Salvador | 2015       |

## Palmarés

### Títulos nacionales
| Título                       | Equipo                  | País     | Año  |
| ---------------------------- | ----------------------- | -------- | ---- |
| Primera División de Honduras | Club Deportivo Marathón | Honduras | 2008 |

### Títulos internacionales
| Título               | Equipo                  | Sede        | Año  |
| -------------------- | ----------------------- | ----------- | ---- |
| Copa Centroamericana | Selección de Costa Rica | El Salvador | 2007 |